# São Tomé och Príncipes herrlandslag i fotboll
São Tomé och Príncipes herrlandslag i fotboll representerar São Tomé och Príncipe i fotboll för herrar. Laget styrs av Federação Santomense de Futebol och är medlem av Caf, det afrikanska fotbollsförbundet.

## Historik
São Tomé och Príncipe spelade sin första match den 29 juni 1976. De förlorade då med 0–5 mot Tchad vid centralafrikanska spelen i Gabon.
Mellan 1987 och 1998 spelade laget inte några matcher. Det elvaåriga uppehållet tog slut 1998, då man deltog i Kvalspelet till afrikanska mästerskapet i fotboll 2000. Efter en 0–8-förlust mot Libyen 2003 följde ett nytt uppehåll, denna gång ett åttaårigt sådant, innan man 2011 spelade mot Kongo-Brazzaville i kvalet till VM 2014. Sedan dess har laget varit aktivt, men man har aldrig kvalificerat sig för slutspel varken i interkontinentala eller kontinentala turneringar.